# 帝君庙
帝君庙是山西省大同市的一座道教活动场所，供奉文昌帝君。这是一座建于明代的古建筑，由巡抚贾应元建于明代万历十一年。 。
帝君庙位于大同市平城区老城中心鼓楼东南角的帝君庙街4号，前门隔巷为府文庙，后门接关帝庙前门。
帝君庙前后共有三进。旧日的农历二月初三和八月初一，当地文人学士在帝君庙举行文昌盛会，吟诗作文。
帝君庙曾由大同纺织厂占用。1981年2月24日，帝君庙作为古建筑列为大同市文物保护单位。2010年，帝君庙进行了全面整修。2011年10月6日向游客开放。后院是大同道教协会的办公场所。